# Genève Rink-Hockey Club
Il Genève Rink-Hockey Club è una squadra di hockey su pista avente sede a Ginevra nel cantone di Ginevra.
Nella sua storia ha vinto 12 campionati nazionali e 15 coppe di Svizzera.
La squadra disputa le proprie gare interne presso il Centre sportif d’Arve a Ginevra.

## Palmarès

### Titoli nazionali
27 trofei
- Campionato svizzero: 12
  - 1962, 1992, 1993, 1995, 1996, 1997, 1998, 2005-06, 2007-08, 2009-10
  - 2010-11, 2013-14
- Coppa di Svizzera: 15
  - 1962, 1985, 1990, 1991, 1992, 1993, 1995, 1999, 2001-02, 2002-03
  - 2006-07, 2007-08, 2011-12, 2012-13, 2013-14